# Cynthia ahwashtee
Cynthia ahwashtee är en fjärilsart som beskrevs av Fox 1921. Cynthia ahwashtee ingår i släktet Cynthia och familjen praktfjärilar. Inga underarter finns listade i Catalogue of Life.